# Psellocoptus
Psellocoptus là một chi nhện trong họ Corinnidae.

## Các loài
- Psellocoptus buchlii Reiskind, 1971
- Psellocoptus flavostriatus Simon, 1896
- Psellocoptus prodontus Reiskind, 1971